# Devonshire (Bermuda)
Devonshire is een van de negen parishes van Bermuda. 
. 